# Achthophora tristis
Achthophora tristis är en skalbaggsart som beskrevs av Newman 1842. Achthophora tristis ingår i släktet Achthophora och familjen långhorningar.
Artens utbredningsområde är Filippinerna. Inga underarter finns listade i Catalogue of Life.